# 张书翰
张书翰（1891年—？），字筱斋（一作小斋），吉林伊通人，中国近代政治人物。
张书翰祖籍山东济南府德平县，1891年出生于吉林通化，后移居伊通。他于1914年毕业于天津北洋法政专门学校。此后，曾担任过黑河道立师范学校校长，山东博兴县、黑龙江宾县、长春县等县知事，通化县长等职。1929年起先后担任延吉交涉员、延吉市市政筹备处处长、天图铁路督办、延吉海关监督等。九一八事变后，出任吉林省长官公署顾问兼印花税处处长。满洲国成立后，历任吉林省公署参事官、教育厅长、民政厅长、内务局监督处长等职。1938年出任邮政总局局长。1939年8月起担任通化省省长。1941年6月调任总务厅参事官。其后不详。